# Kurohimehypnum
Kurohimehypnum là một chi rêu trong họ Brachytheciaceae.